# Paul Chapman
Paul William Chapman (Cardiff, 9 giugno 1954 – 9 giugno 2020) è stato un chitarrista britannico, noto per essere stato membro degli UFO.

## Biografia
Si unì agli UFO, nel 1974, grazie ad un annuncio sulla rivista Melody Maker ed incise con la band l'album Phenomenon. Lasciata la band l'anno successivo, vi fece ritorno nel 1977, in sostituzione di Michael Schenker. Rimarrà negli UFO fino al 1983, per poi rientrare nella band nel 1993.
Chapman è morto il giorno del suo sessantaseiesimo compleanno.

## Discografia

### Solista
- 2000 - Anthology 1
- 2002 - Paul Chapman's Ghost